# Vauxrezis
Vauxrezis (bis 1996: Vaurezis) ist eine nordfranzösische Gemeinde mit 325 Einwohnern (Stand: 1. Januar 2022) im Département Aisne in der Region Hauts-de-France. Sie gehört zum Arrondissement Soissons und zum Kanton Soissons-1.

## Geographie
Die Gemeinde Vauxrezis liegt etwa fünf Kilometer nordwestlich  von Soissons. Die östliche Gemeindegrenze verläuft auf einer alten Heerstraße des Systems Chaussée Brunehaut. Nachbargemeinden von Vauxrezis sind Bieuxy im Norden, Juvigny im Nordosten, Chavigny im Osten, Pasly im Südosten, Pommiers im Süden sowie Cuisy-en-Almont im Westen.

## Bevölkerungsentwicklung
| Jahr                       | 1962 | 1968 | 1975 | 1982 | 1990 | 1999 | 2006 | 2015 | 2022 |
| Einwohner                  | 180  | 170  | 184  | 335  | 347  | 355  | 330  | 332  | 325  |
| Quellen: Cassini und INSEE |      |      |      |      |      |      |      |      |      |

## Sehenswürdigkeiten
- Dolmen La Pierre Laye, seit 1944 Monument historique
- Kirche Saint-Maurice, seit 2013 Monument historique

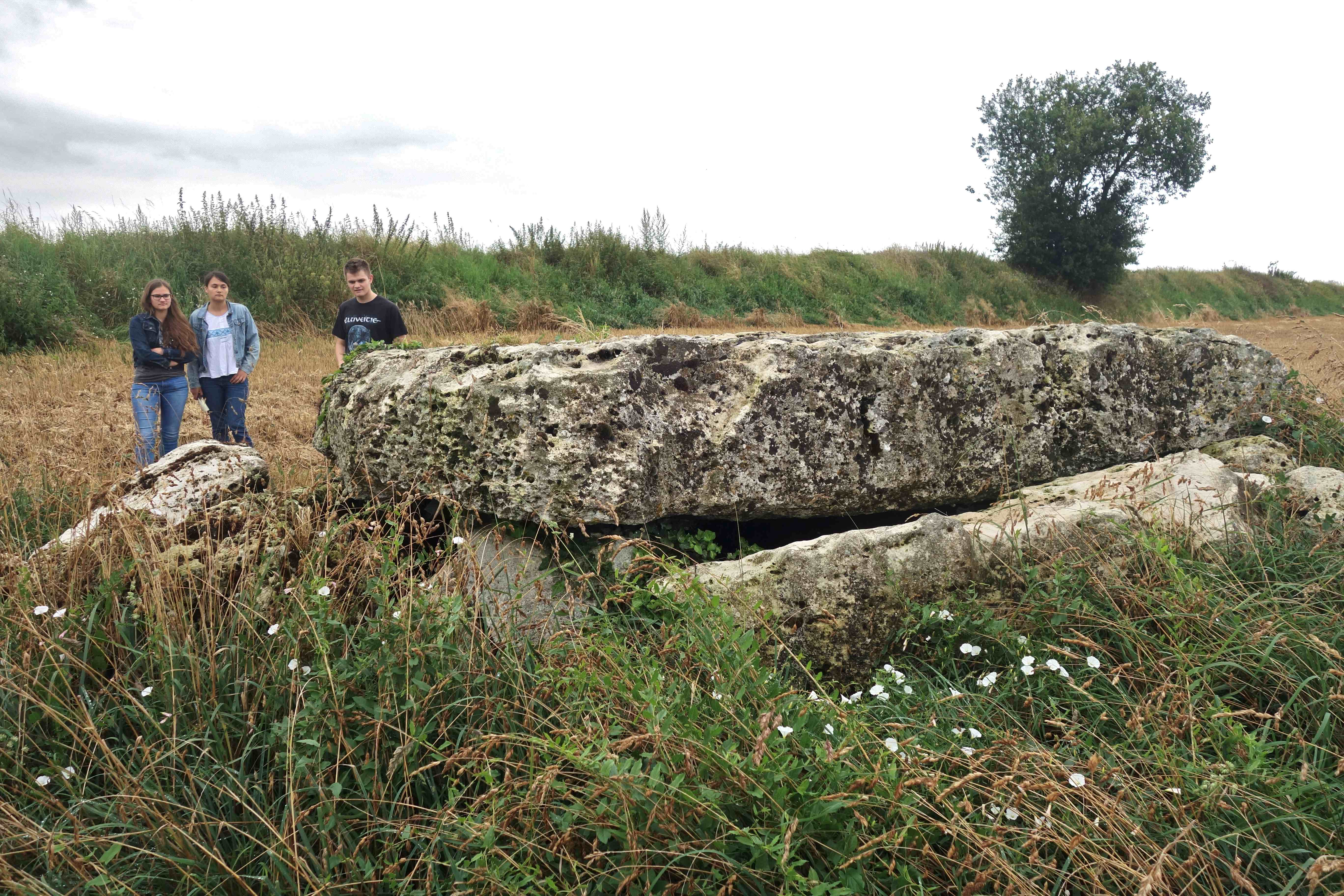
Dolmen de la Pierre Laye
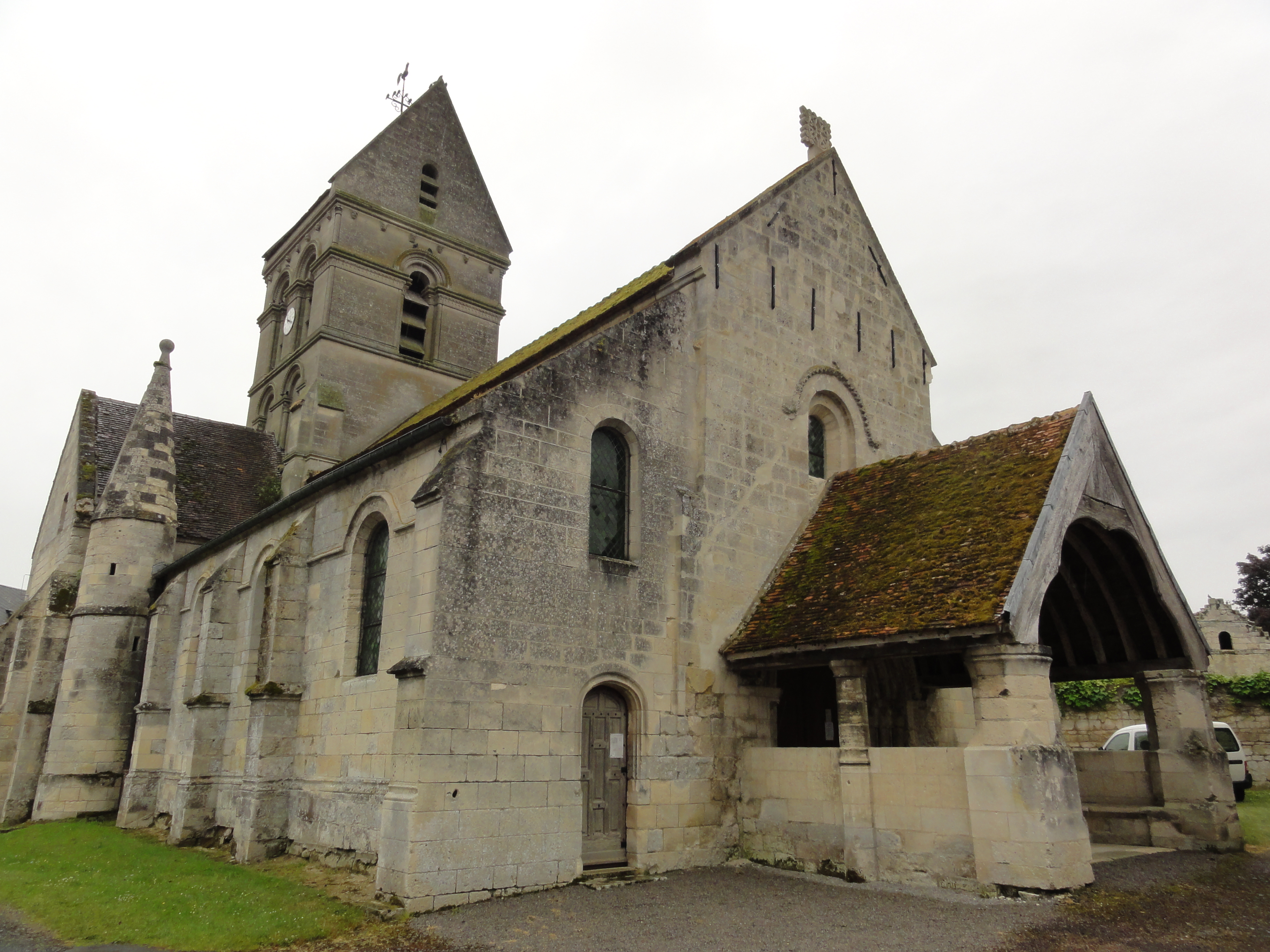
Kirche Saint-Maurice
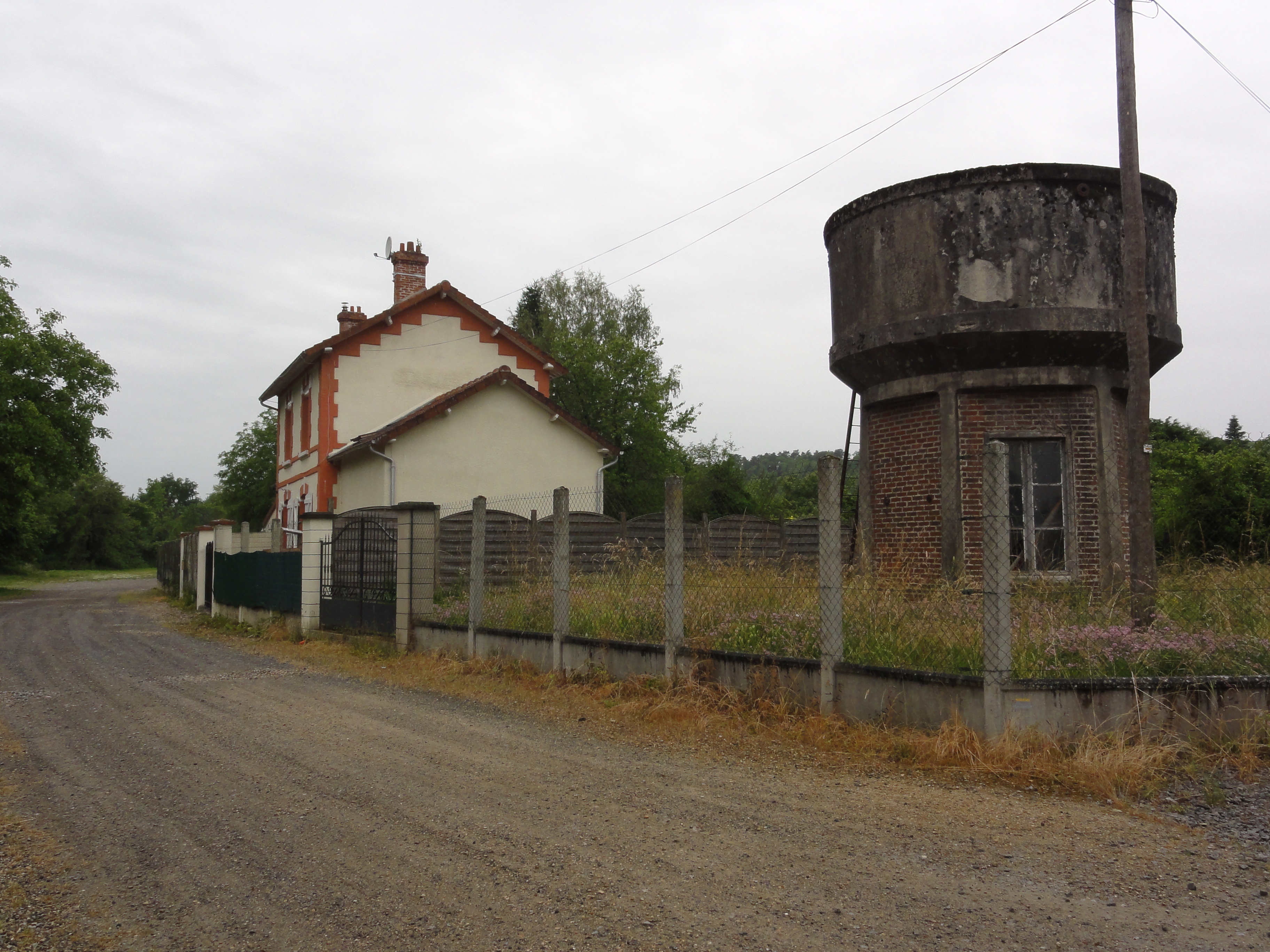
Wasserturm am ehemaligen Bahnhof
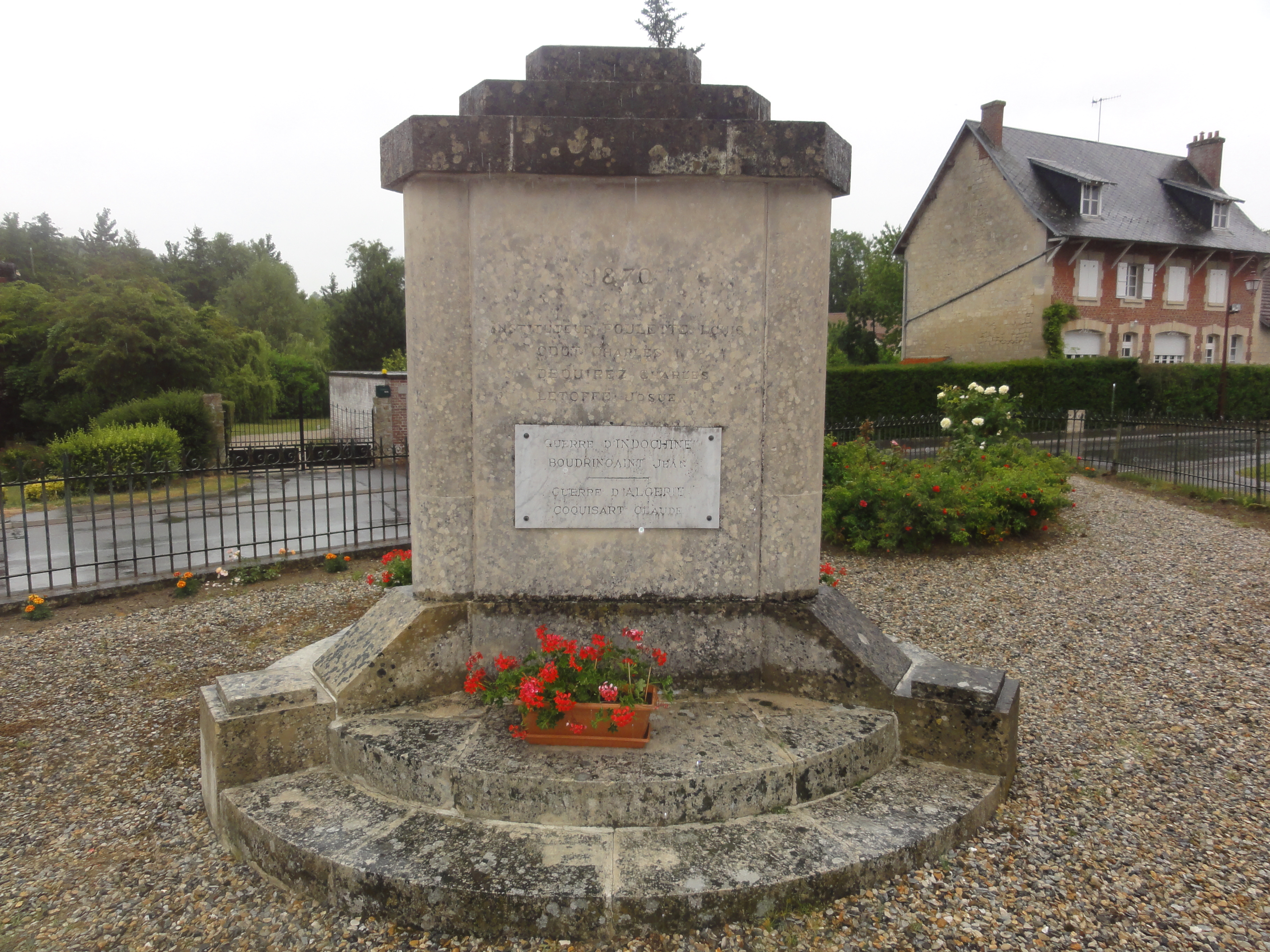
Gefallenendenkmal